# Schimperobryum splendidissimum
Schimperobryum splendidissimum är en bladmossart som beskrevs av Margadant 1959. Schimperobryum splendidissimum ingår i släktet Schimperobryum och familjen Hookeriaceae. Inga underarter finns listade i Catalogue of Life.